# Bonaventure des Périers
Bonaventure des Périers (c. 1501—1544) foi um autor francês. Ele nasceu de uma família nobre em Arnay-le-duc, na Burgúndia.
Sua infância e sua educação são pouco conhecidas, mas sabe-se que ele esteve ligado a várias casas nobres atuando como tutor. Em 1533 ou 34, des Périers visitou Lyon, então a cidade mais liberal da França e refúgio de muitos estudiosos liberais que haviam sido perseguidos por suas opiniões. Ali, ele deu alguma assistência a Pierre Robert Olivetan (1506-1538) e Lefèvre d'Etaples na preparação da versão vernácula do Velho Testamento; também trabalhou com Etienne Dolet no Commentarii linguae latinae.
Em 1536, ele passou a ser secretário particular de Margarida de Angoulême, rainha de Navarra. Bonaventure transcreveu o Heptameron para a rainha. Há quem afirme que seu trabalho tenha ido além do papel de copista. Alguns autores chegam a lhe atribuir a autoria do Heptameron.
As livres discussões permitidas na corte de Margarida acabaram por deixá-lo insatisfeito tanto com os Católicos quanto com os Calvinistas. Bonaventure tornou-se cético, dando à luz o seu Cymbalum Mundi… (1537). Apesar do seu liberalismo, a rainha de Navarra achou melhor demitir seu secretário após a publicação do livro, embora tenha continuado a ajudá-lo até 1541. Há quem diga, baseado nisto, que os dois tiveram um envolvimento amoroso. O Cymbalum Mundi consiste de quatro diálogos alegóricos à moda de Luciano.
Após ser impresso em Paris, o livro trouxe muitos inimigos a Bonaventure. Henri Estienne considerou-o detestável e Étienne Pasquier disse que ele merecia ser jogado numa fogueira junto com seu autor. Des Périers acabou tendo que deixar Paris e retornou para Lyon, onde acabou seus dia na pobreza, suicidando-se com a própria espada em 1544. No mesmo ano, sua obra completa foi impressa em Lyon sob o título Recueil des Œuvres de feu Bonaventure des Périers. O Recuil incluía seus poemas, de pouco valor poético, um tratado sobre Sêneca e uma tradução de Lisis de Platão.
Sua principal obra, porém, só apareceria em 1558. Nouvelles récréations et joyeux devis era uma coletânea de fábulas e contos. As Nouvelles fizeram de Bonaventure um dos pioneiros da prosa francesa moderna. Entretanto, parte da crítica atribui alguns contos, especialmente os últimos, aos editores da obra, Nicholas Denisot e Jacques Peletier.